# Breite Straße 31 (Velten)

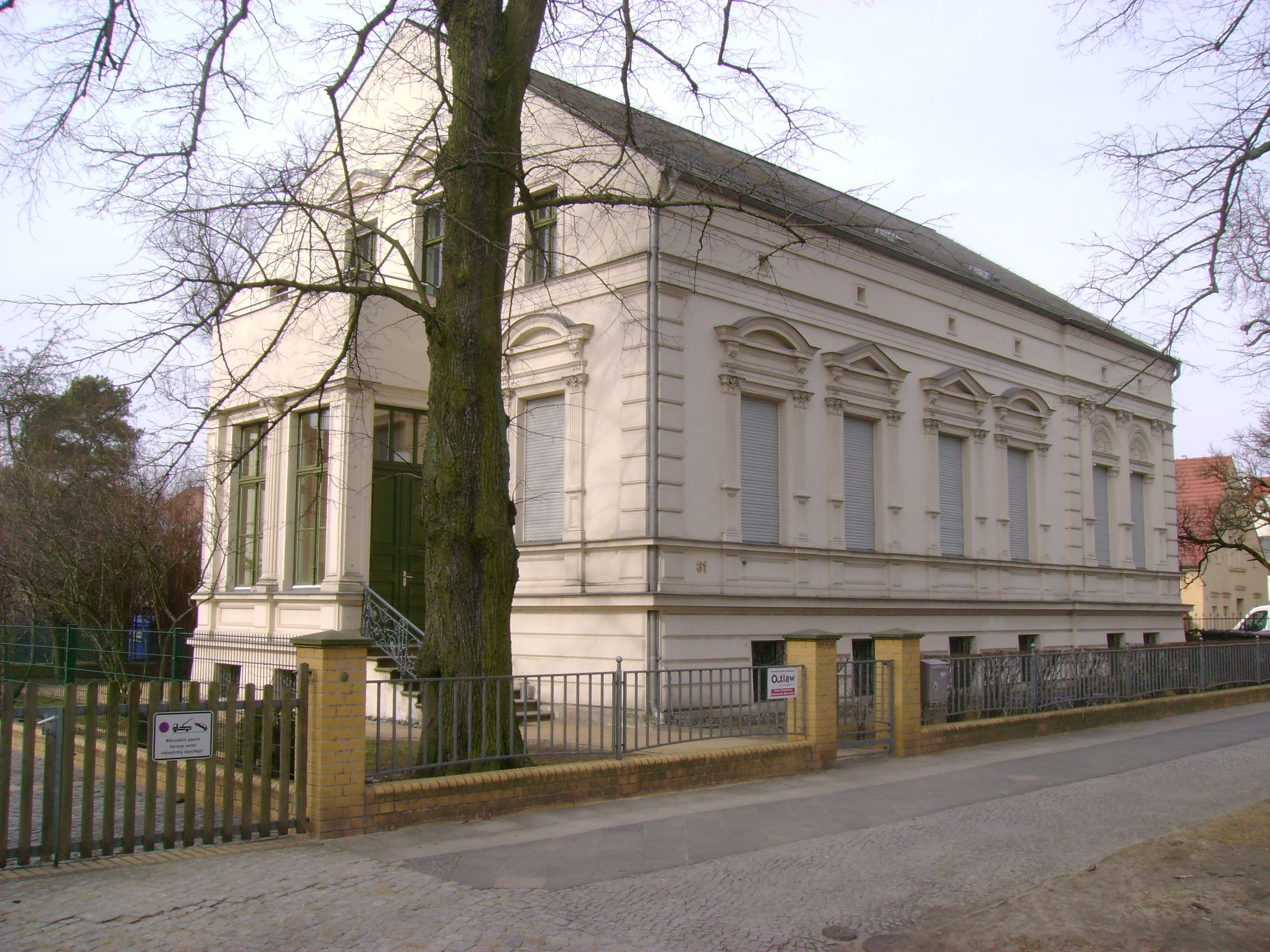
Breite Straße 31

Das Gebäude Breite Straße 31 ist ein Baudenkmal in der Stadt Velten im Landkreis Oberhavel im Land Brandenburg.

## Architektur und Geschichte
Das im spätklassizistischen Stil um 1876 errichtete Wohnhaus hat sechs Achsen. Es ist eingeschossig, massiv erbaut mit einer Putzfassade und einem Satteldach. Im Jahre 1900 erfolgte eine Restaurierung. Das Gebäude steht am Anger in Sichtweite der Stadtkirche und des Pfarrhauses, zwischen dem Baudenkmal in der Breiten Straße 30 und der Barbara-Zürner-Oberschule.